# Славянское царство

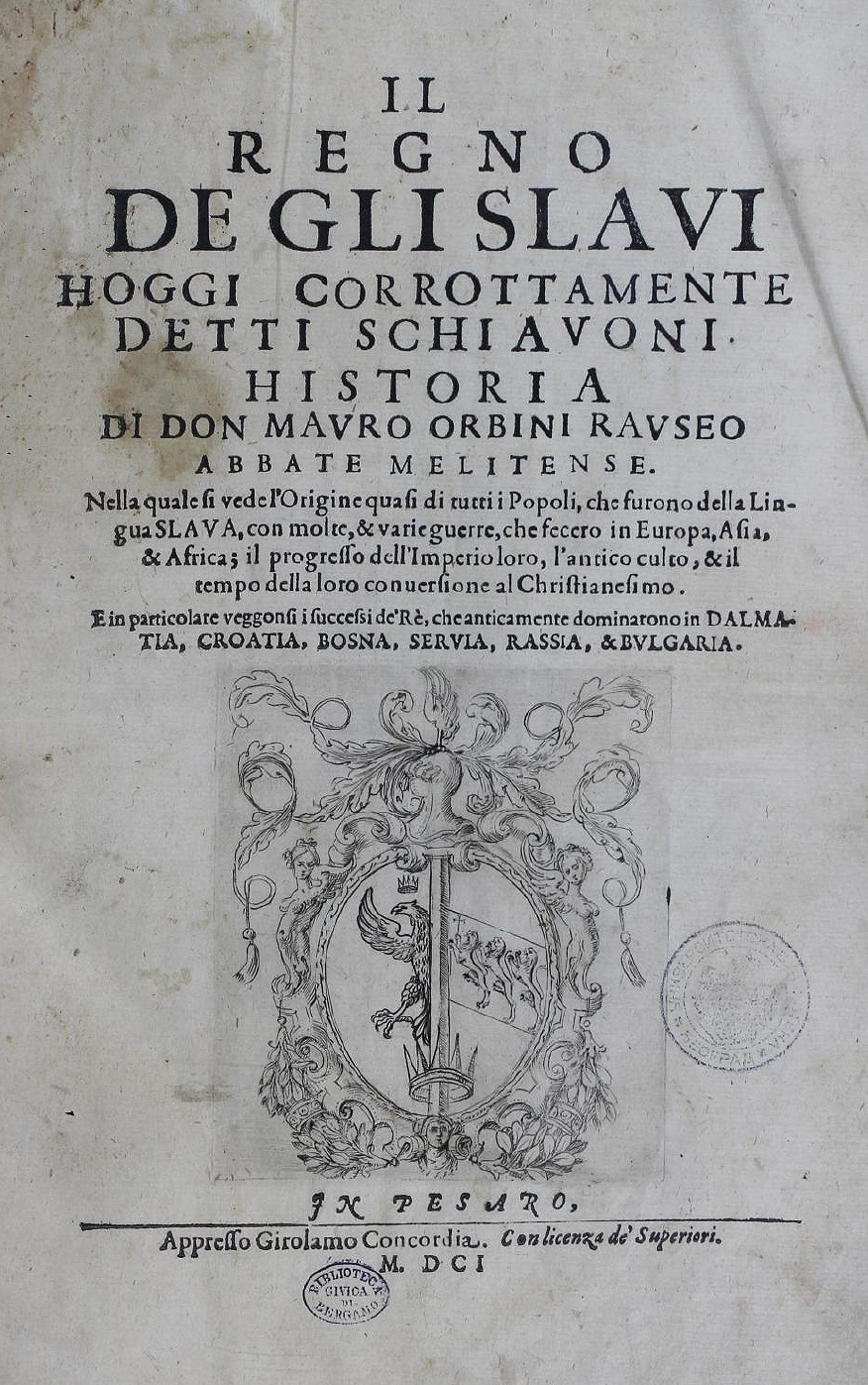
Титульный лист «Славянского Царства», 1601.

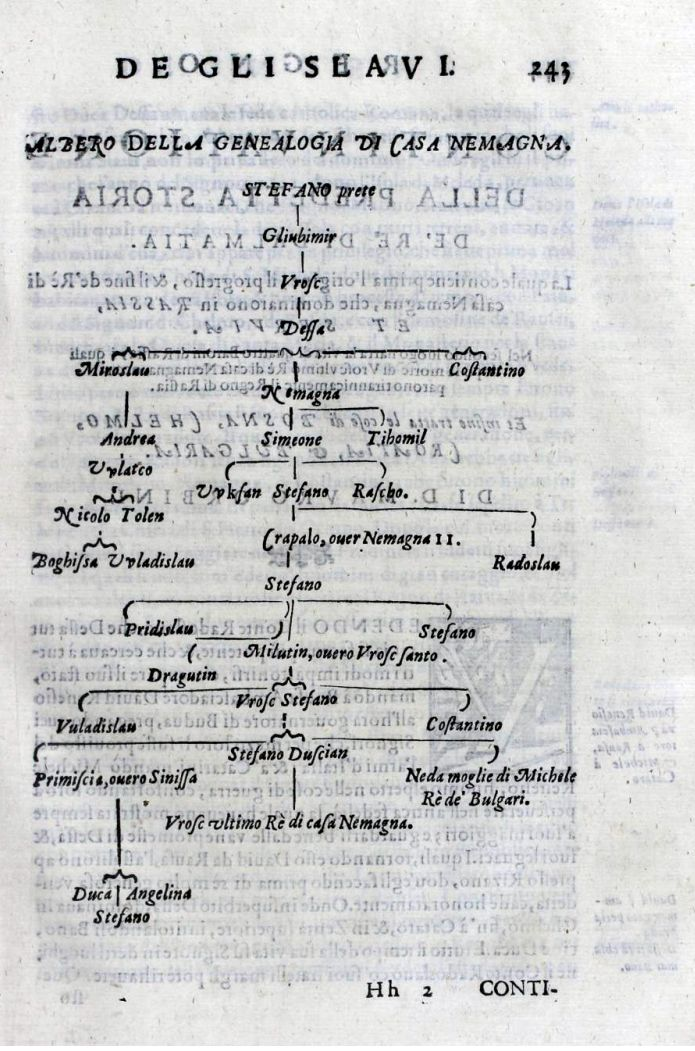
Лист с вариантом родословной сербской королевской династии Неманичей.

Царство Славян (итал. Il Regno de gli Slavi) — сокращённое название произведения дубровницкого бенедиктинца и историка Мавро Орбини. Полное название произведения — «Царство Славян, сегодня иногда неверно называемых Склавони» (итал. Il Regno degli Slavi hoggi corottamente detti Schiavoni). Было опубликовано на итальянском языке в Пезаро в 1601 году.
«Царство Славян» было первой попыткой создать общеславянскую историю. Это фантастическое повествование об историческом величии славян,
воспевая которое, автор произвольно объединял под славянским именем готов и вандалов, скифов и массагетов, шведов и пруссов. Исторические фантазии Орбини приписывали славянам деяния и подвиги почти во всех частях света: славянский народ «озлоблял оружием своим мало не все народы во вселенной: разорил Персиду, владел Азиею и Африкой, бился с египтянами и с великим Александром». Орбини стремился во что бы то ни стало восславить славянский народ, доказать его всемирную известность и могущественную роль в семье европейских христианских народов. Другая мысль знаменитого далматинца — о равенстве, равновеликости славянских народов была воспринята далеко не сразу.
Орбини использовал источники, многие из которых до сего дня не сохранились, и независимо от того, что автору иногда не хватает материала, произведение представляет ценный исторический труд. Он специально поехал в Италию (спонсировал поездку меценат в изгнании Марин Бобальевич), где работал в монастырских и личных библиотеках, в том числе герцога Урбинского. Использовал более 300 письменных источников. Издание 1601 года пережило множество цитирований, переизданий, переводов частей и подразделов, критики, непонимания и в конечном итоге признания. Исключительное значение оно имеет и для истории средневековой Евразии. «Царство Славян» c 1603 года было в Списке запрещённых книг, а причины лежали в использовании запрещённых некатолических авторов и их работ.
Работа пережила и три главных перевода, и издания с комментариями на Балканах: немецкий, белградский и загребский. Белградский выпуск 1968 года с переводом Здравко Сундрича и комментариями Симы Циркович, а в Загребе выпуск 1999 года с переводом Снежаны Хужич и вступительные исследования Франциска Санека.
Оригинальное произведение попало в Россию в начале XVIII века через дубровницкого дипломата Савву Рагузинского-Владиславича. Было им частично переведено и в таком частичном виде издано в Санкт-Петербурге в 1722 году на русском языке по приказу императора Петра I.
Полный современный перевод на русском языке был издан в Москве в 2010 году — обложка.